# 光頭山
光頭山（意為「山頭光禿禿的山」），為知亞干山、支亞干山的俗稱，是台灣中央山脈主脊中北段著名高山能高山南段的高峰，設有三等三角點編號5956，基點標高3060.015公尺，台灣百岳排名第95，九平之一，位於花蓮縣秀林鄉文蘭村與南投縣仁愛鄉親愛村之間。山頂嶺線均為平緩草原，無高大喬木生長，因而俗稱為光頭山，後來俗稱反而比原山名更常用。附近接連南側白石山、北側能高山南峰等山。
光頭山座落於能高山南峰南側最大最美的平坦草原區上（意為大片短箭竹草坡），形成一片廣約三平方公里的低丘狀台地，在地形學上稱作「最高隆起準平原面」，是一段平緩幾無起伏的草坡連嶺，很難辨認山頭確為何者，其基點設在南向山路下坡的中途，草原的西南邊緣。東南邊有「知亞干溪」源頭（又有轉譯為恰堪溪，為花蓮溪支流源頭）嚴重向源侵蝕的斷崖崩谷，故以溪名稱為知亞干山，山路通過此斷崖往南連接白石池、白石山非常驚險。國土測繪中心最新圖資可被認為光頭山的山頭有標高為3080（基點東北方約190公尺）、3092（離基點400多公尺）、3103公尺（離基點800多公尺）等幾處。百岳如排名以最高峰為準，排名將往前進為第92、91、89。其中3103公尺峰往東伸出的平緩寬廣草坡難以辨識的綿長支脈上約4公里處有著名的賽德克創生傳說聖石牡丹岩，如天氣展望良好，攀登遠在奇萊東稜或馬博橫斷時，都可清楚看到雄偉壯觀的牡丹岩聳立在能高山塊東伸的稜線鞍部。
1980年代以後官方各版本的《經建版地形圖》都將此山的「干」錯標而成「知亞平山」，而源發此山的「知亞干溪」及轉譯的「恰堪溪」，在1956年《聯勤版五萬分一臺灣地形圖》（俗稱「老五萬」）將此溪的「恰」錯標而成「怡堪溪」，1980年代之後的《經建版地形圖》除了錯標成「怡堪溪」又將「干」錯標而成「知亞于溪」。

## 註解
1. ↑  美國官方的地名資料庫，直到2022年2月，仍將此山誤稱為「知亞平山（Zhiyaping Shan）」，此溪誤稱為「怡堪溪（Yikan Xi）」。2022年3月已更正為「光頭山（Guangtou Shan）」及「恰堪溪（Qiakan Xi）」，原誤稱改為別稱，並新增「知亞干山（Zhiyagan Shan）」的別稱。[6]許多國際間的網路應用的地名都使用此資料庫。Google Map也將此溪錯標為「怡堪溪」